# Budkî, Jmerînka
Budkî (în ucraineană Будьки) este un sat în comuna Tarasivka din raionul Jmerînka, regiunea Vinnița, Ucraina.

## Demografie
Componența lingvistică a localității Budkî
     Ucraineană (98,07%)
     Rusă (1,93%)
Conform recensământului din 2001, majoritatea populației localității Budkî era vorbitoare de ucraineană (98,07%), existând în minoritate și vorbitori de rusă (1,93%).